# Produkt krajowy brutto
Produkt krajowy brutto, PKB (ang. gross domestic product, GDP) – jeden z podstawowych mierników efektów pracy społeczeństwa danego kraju stosowany w rachunkach narodowych. Produkt krajowy brutto opisuje zagregowaną wartość dóbr i usług finalnych wytworzonych przez narodowe i zagraniczne czynniki produkcji na terenie danego państwa w określonej jednostce czasu (najczęściej w ciągu roku).
Produkt krajowy brutto jest miarą wielkości gospodarki. Wzrost lub spadek realnego produktu krajowego brutto oraz dynamika tych ruchów stanowi miarę wzrostu gospodarczego. Przy obliczaniu wartości produktu krajowego brutto kryterium geograficzne jest jedyne i rozstrzygające. Nie ma znaczenia pochodzenie kapitału, własność przedsiębiorstw itp.

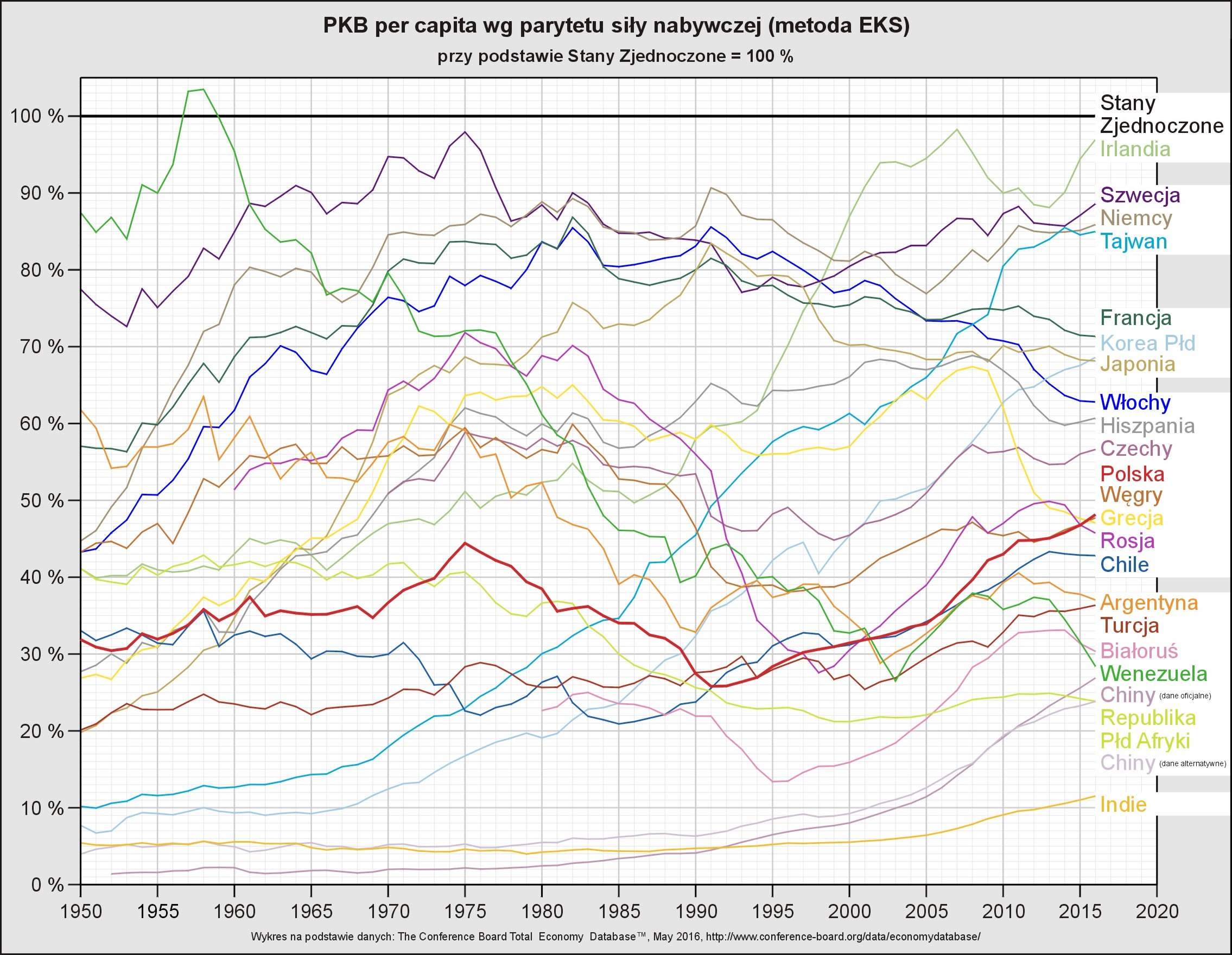
Produkt krajowy brutto per capita według parytetu siły nabywczej w latach 1950–2016 (Stany Zjednoczone = 100%); Źródło: The Conference Board

## Metody obliczania wartości produktu krajowego brutto
Istnieją trzy metody obliczania wartości produktu krajowego brutto. Są to: metoda wydatkowa, metoda dochodowa oraz metoda produkcyjna.
Metoda wydatkowa (ang. expenditure approach) opiera się na założeniu, że produkt krajowy brutto jest w przybliżeniu równy wydatkom wszystkich nabywców dóbr finalnych wytworzonych w ciągu roku. Zatem od strony popytowej produkt krajowy brutto oblicza się według następującego wzoru:
Produkt krajowy brutto = konsumpcja (wydatki gospodarstw domowych) + inwestycje + wydatki rządowe + eksport netto (eksport minus import).
W metodzie dochodowej (ang. income approach) zakłada się, że wielkość produktu krajowego brutto musi być równa sumie dochodów wszystkich właścicieli czynników produkcji. Zatem od strony dochodowej PKB oblicza się w następujący sposób:
Produkt krajowy brutto = dochody z pracy + dochody z kapitału + dochody państwa + amortyzacja.
Powyższy wzór wyraża podział wartości dodanej pomiędzy pracę (pracowników najemnych), kapitał (właścicieli kapitału), państwo i odtworzenie zużytego majątku.
W metodzie produkcyjnej (ang. production approach) wartość wytworzonych usług i dóbr finalnych oblicza się odejmując od produkcji całkowitej wartość dóbr i usług zużytych do tej produkcji. Produkt krajowy brutto jest więc sumą wartości dodanej wytworzonej przez wszystkie podmioty gospodarujące. Zgodnie z tym Produkt krajowy brutto od strony produkcyjnej oblicza się według następującego wzoru:
Produkt krajowy brutto = produkcja globalna kraju – zużycie pośrednie = suma wartości dodanej ze wszystkich gałęzi gospodarki krajowej
Obliczanie wartości PKB za pomocą każdej z tych trzech metod powinno dawać taki sam wynik, jednak bardzo rzadko tak jest ze względu na niedoskonałości statystyczne.

## Realny i nominalny produkt krajowy brutto
Produkt krajowy brutto nominalny oblicza się według bieżącej wartości pieniądza, produkt krajowy brutto realny natomiast według realnej wartości pieniądza, a więc „oczyszczonej” z wpływu inflacji. Przeliczenie polega na podzieleniu produktu krajowego brutto nominalnego przez indeks cen. W zestawieniach statystycznych produkt krajowy brutto realny najczęściej przedstawiany jest w cenach stałych z wybranego roku bazowego.
Do porównań międzynarodowych produkt krajowy brutto przelicza się według bieżącego kursu wymiany, zazwyczaj na dolary amerykańskie, albo według parytetu siły nabywczej – lepiej oddającego realną wartość dochodu obywateli w danym kraju.

## Krytyka produktu krajowego brutto
Produkt krajowy brutto jest wyznacznikiem wielkości gospodarki – jednak jest nie najlepszą miarą zamożności społeczeństwa, ponieważ nie uwzględnia liczby ludności. Z tego powodu jako miarę dobrobytu powszechnie używa się innego wskaźnika, którym jest produkt krajowy brutto per capita (czyli produkt krajowy brutto w przeliczeniu na jednego mieszkańca).
Mimo tego zabiegu również produkt krajowy brutto per capita krytykowane jest jako niedokładny wskaźnik dobrobytu w państwie. Ważniejsze powody to:
- nie uwzględnia produkcji nieewidencjonowanej. Szara strefa – niezarejestrowana działalność gospodarcza oraz produkcja gospodarstw domowych przeznaczana na własne potrzeby (np. praca gospodyń domowych) jest wliczana do produktu krajowego brutto, jednak czarny rynek, czyli obrót towarem nielegalnym i usługi sprzeczne z prawem, nadal pozostają z niego wyłączone,
- nie uwzględnia wartości czasu wolnego (wypoczynku)[3],
- nie uwzględnia wartości wytwarzanych bezpłatnie (np. przez wolontariuszy, rodziców uczących swoje dzieci)[3],
- nie ujmuje tzw. efektów zewnętrznych produkcji (np. zanieczyszczenia środowiska),
- uwzględnia produkcję tzw. antydóbr (np. wydłużenie dojazdów do pracy, wydatki na administrację[5]),
- nie uwzględnia różnic cen w poszczególnych krajach (co jest niwelowane przez liczenie produktu krajowego brutto parytetem siły nabywczej),
- nie odzwierciedla zróżnicowania dochodów w społeczeństwie ani ich dystrybucji, tzw. poziomu rozwarstwienia (wysoki produkt krajowy brutto niekoniecznie przekłada się na dobrobyt wszystkich obywateli),
- do produktu krajowego brutto wliczane są zbrojenia, choć zdaniem niektórych ekonomistów wydatki takie nie zwiększają zamożności społeczeństwa, jedynie umożliwiają prowadzenie działalności zwiększającej tę zamożność,
- nie pokazuje jakości usług, zwłaszcza państwowych, cena nie zawsze przekłada się na jakość

Z tego powodu opracowano inne wskaźniki poziomu jakości życia, między innymi wskaźnik rozwoju społecznego (HDI) czy miernik dobrobytu ekonomicznego netto – NEW (ang. net economic welfare).